# عاشقانه (مجموعه نمایش خانگی)
عاشقانه، یک مجموعه نمایش خانگی ایرانی به کارگردانی منوچهر هادی و تهیه‌کنندگی مهدی گلستانه و هومن کبیری است که در سال ۱۳۹۵ تا ۱۳۹۶ در شبکهٔ نمایش خانگی منتشر شد. پخش این سریال تا قسمت ۸ به صورت نامنظم و غیریکنواخت بود و بعد از اعتراض طرفداران این سریال، به صورت هفتگی (چهارشنبه‌ها)، پخش و توزیع شد.

## داستان
داستان این سریال روایتگر چند خانواده با قصه‌ها و مشکلات‌شان است که هر شخصیت قصه و گذشته مخصوص به خودش را دارد…
حول محور مشکلات زندگی دختری به نام هدیه (سارا رسول زاده) و در ادامه زنی به نام گیسو برازنده  (مهناز افشار) وارد زندگی چند زوج جوان می‌شود تا آرامش ظاهری زندگی آنان به آشوب کشیده شود....

## بازیگران
- محمدرضا گلزار در نقش سهیل بقایی ( همسر پگاه )
- ساره بیات در نقش پگاه دادگر ( همسر سهیل )
- مهناز افشار در نقش گیسو برازنده ( معشوقه یونس )
- حسین یاری در نقش رضا شکیبا ( همسر ریحانه ، پدر دنا )
- پانته‌آ بهرام در نقش ریحانه رستاک (همسر رضا ، مادر دنا )
- هومن سیدی در نقش پیمان رستاک ( برادر ریحانه ، عاشق درسا )
- بهاره کیان‌افشار در نقش درسا ( دخترخاله پگاه )
- مسعود رایگان در نقش یونس شکیبا ( پدر رضا و محسن )
- فرزاد فرزین در نقش تورج چلبیانی/ فرزاد فرزین
- حمیدرضا پگاه در نقش دامون تهرانی ( همسر سابق گیسو )
- سارا رسول‌زاده در نقش هدیه ( فریبا کمالی )
- علیرضا سوزن چی در نقش محمود ( همسر هدیه )
- همراز اکبری در نقش دنا شکیبا ( دختر رضا و ریحانه )
- شمسی فضل‌الهی در نقش مهین ( مادر رضا و محسن )
- علیرضا زمانی‌نسب در نقش محسن شکیبا ( برادر رضا )
- یکتا ناصر در نقش لیلا ( زن باردار در مطب پگاه )
- آزاده ریاضی در نقش مونا ( همسر محسن )
- ستایش موسوی در نقش منشی مطب پگاه

## حواشی
پخش قسمت ششم این مجموعه که قرار بود در تاریخ ششم اردیبهشت ماه ۱۳۹۶ از طریق فضای مجازی منتشر شود با دستور قضایی متوقف شد. ناهماهنگی‌های پیش‌آمده در مجموعه «عاشقانه» موجب عدم ارائه محتوا به بسترهای قانونی اینترنتی پخش فیلم و سریال همچون آیو، فیلیمو، نماوا، فیلم‌نت و آی‌سیما دلیل اصلی این اختلاف و دستور قضایی برای عدم پخش این مجموعه از طریق فضای مجازی شد.
یکی از قسمت‌های سریال نیز به خاطر حجاب بازیگران دیرتر توزیع شد.
فارغ از این مباحث به نظر اکثر منتقدان سریال عاشقانه بسیار ملال آور،طولانی، بی محتوا ، با بازیگرانی که نقش های خود را تکرار می کردند بود. 
روال داستان کُند و داستان در فضایی جدا از زندگی عادی مردم در رفاهی رویایی که با زندگی عادی مردم فاصله داشت طی می شد. نقدی که به سایر آثار منوچهر هادی نظیر دل نیز وارد است . هادی تا حدودی سعی در جبران مافات در سریال نیسان آبی بود اما حواشی به وجود آمده مانند مهاجرت و ازدواج سحر قریشی با تتلو این تلاش را ناکام گذاشت.

## فصل دوم
پیش تولید سریال در خرداد ۱۳۹۹ با حضور چند بازیگر آغاز شده‌است. فصل دوم سریال عاشقانه با عنوان گیسو به تهیه کنندگی هومن کبیری و کارگردانی منوچهر هادی ساخته شده‌است و محمدرضا گلزار، هومن سیدی، حسین یاری و ساره بیات چهار بازیگری هستند که حضورشان در فصل دوم این سریال قطعی شده‌است. به گفته کارگردان این بار . پانته‌آ بهرام،  فرزاد فرزین،  بهاره کیان افشار و مهناز افشار در فصل دوم این سریال حضور نخواهند داشت و فصل دوم در ۲۲ قسمت به پایان نصفه رسید و ادامه آن در قالب گیسو ۲(عاشقانه ۳) با کارگردان جدید ساخته خواهد شد .

## جوایز و نامزدها
| ۱۳۹۶ | هفدهمین دوره جشن حافظ |                                  |                              |          |
| ۱۳۹۶ | هفدهمین دوره جشن حافظ | بهترین مجموعه تلویزیونی          | مهدی گلستانه                 | نامزدشده |
| ۱۳۹۶ | هفدهمین دوره جشن حافظ | بهترین کارگردانی تلویزیونی       | منوچهر هادی                  | برنده    |
| ۱۳۹۶ | هفدهمین دوره جشن حافظ | جایزه ویژه هیئت داوران           | محمدرضا گلزار                | برنده    |
| ۱۳۹۶ | هفدهمین دوره جشن حافظ | بهترین فیلمنامه تلویزیونی        | علیرضا کاظمی‌پور و سعید جلالی | نامزدشده |
| ۱۳۹۶ | هفدهمین دوره جشن حافظ | بهترین بازیگر مرد درام تلویزیونی | محمدرضا گلزار                | نامزدشده |
| ۱۳۹۶ | هفدهمین دوره جشن حافظ | بهترین بازیگر مرد درام تلویزیونی | هومن سیدی                    | برنده    |
| ۱۳۹۶ | هفدهمین دوره جشن حافظ | بهترین بازیگر زن درام تلویزیونی  | ساره بیات                    | برنده    |
| ۱۳۹۶ | هفدهمین دوره جشن حافظ | بهترین بازیگر زن درام تلویزیونی  | مهناز افشار                  | نامزدشده |
| ۱۳۹۶ | هفدهمین دوره جشن حافظ | بهترین بازیگر زن درام تلویزیونی  | بهاره کیان‌افشار              | نامزدشده |
| ۱۳۹۶ | هفدهمین دوره جشن حافظ | بهترین بازیگر زن درام تلویزیونی  | سارا رسول‌زاده                | نامزدشده |
| ۱۳۹۶ | هفدهمین دوره جشن حافظ | بهترین خواننده ترانه تیتراژ      | فرزاد فرزین و فریدون آسرایی  | نامزدشده |